# Arroz con pollo a la chorrera
El arroz con pollo a la chorrera es una receta de arroz con pollo típica de la gastronomía cubana, que se caracteriza por incluir cerveza y Jerez, por lo que el arroz queda meloso, en vez de seco. Tiene su origen en un antiguo hotel cercano al torreón de la Chorrera, en La Habana, Cuba, de ahí su nombre. Sin embargo, tal denominación no es del todo desacertada pues el arroz debe quedar mojado o asopado. 

## Origen
Este plato surgió a finales del siglo XIX en el hotel Casa Arana (hoy desaparecido), al lado del torreón de la Chorrera. El hotel estaba construido de madera, en un área de pescadores. Este fortín de La Chorrera fue instalado en el siglo XVII para proteger el flanco oeste de La Habana. Se ubica en el margen occidental del Vedado, donde muere el famoso Malecón y desemboca el río Almendares. 
El escritor Waldo Álvarez Insua, en su novela Finis: Últimos días de España en Cuba (1901) menciona este plato:

Máximo Gómez, que muy tranquilamente pasaba el tiempo en el Moralitos recibiendo visitas de los más conspicuos habaneros, gaditanos, asturianos, catalanes y vascos, oyendo plácemes y elogios, y redactando respuestas desdeñosas á su «muy estimado colega» Blanco, que no sólo le invitaba á la pítí y á «presidir» el Gabinete colonial, sino á comer un arroz con pollo en la Chorrera.
W. A. Insúa, 1901.

En la actualidad, el torreón es visitable y cuenta con un restaurante, el Mesón de La Chorrera, donde se sirven platos de la cocina tradicional cubana, de entre los cuales destaca, como no podía ser de otra manera, el arroz con pollo a la chorrera.

## Elaboración
El plato tiene una evidente influencia del arroz a la valenciana, más conocido actualmente como paella. Sin embargo, también posee notables diferencias respecto a su homólogo español; por un lado, el arroz a la valenciana queda seco, mientras que el arroz a la chorrera queda jugoso como un risotto. Por el otro, la especia típicamente usada para colorear la paella es el azafrán, mientras que en Cuba se usa polvo de bija (bijol), llamada 'achiote' en otros lugares de América. Aun así, también se puede usar azafrán para hacer el arroz con pollo a la chorrera.
El pollo se dora en un sofrito hecho con la cebolla, el tomate, el ajo, el aceite y las especias. Luego se agrega el arroz y el caldo de pollo. Cuando lo absorba, se perfuma el plato con una cerveza clara y el vino blanco. Finalmente, se agrega la decoración final, que varía según el gusto: tiras de pimiento morrón, guisantes (petipuá), huevos duros, alcachofas o incluso espárragos o champiñones.
Tradicionalmente, el arroz con pollo a la chorrera se sirve en la cazuela de barro donde se ha cocinado. Una variante es cocinarlo al horno.